# 논스톱 (음악 그룹)
논스톱은 대한민국의 음악 그룹이다. 2021년 싱글 [Fly Away]로 데뷔했다.

## 음반
- Fly Away (2021)
- Hope Song (2022)